# 趙之鼎 (清朝)
趙之鼎（？—1695年），號潔菴，直隶保定府满城县方順社人，清朝政治人物。

## 生平
順治五年（1648年）戊子科順天府鄉試舉人，授浙江淳安知縣，淳安人將他比作海瑞。巡抚范承謨举荐，擢監察御史，巡视浙江鹽政，入为左佥都御史，康熙二十三年（1684年）升太常寺卿，二十四年升都察院左副都御史，二十五年升刑部右侍郎，二十六年轉左侍郎，同年四月称病歸鄉，又九年卒于家。

## 家族
子趙玫，貢生，河南上蔡令。趙珏，貢生，浙江鄞縣令。